# AB Motoracing

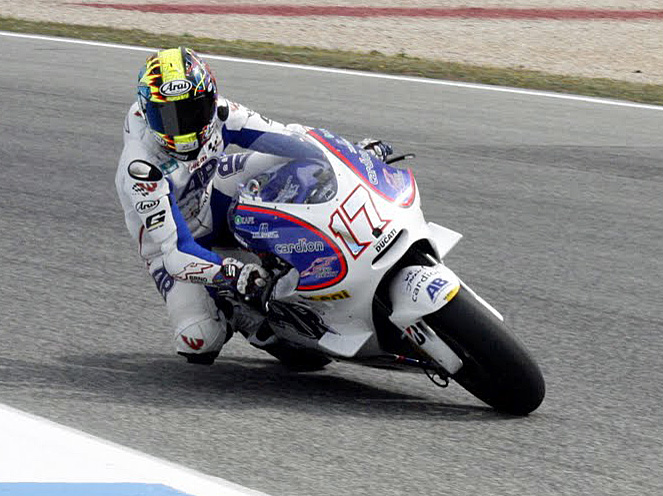
Karel Abraham 2011 auf einer Ducati des Teams AC Motoracing

AB Motoracing war ein Motorradsport-Team aus Tschechien, für welches Karel Abraham von 2006 bis 2015 antrat; das Team wurde von seinem Vater geleitet.

## Statistik

### MotoGP-Team-WM-Ergebnisse
- 2011 – Neunter
- 2012 – Neunter
- 2013 – 13.
- 2014 – Elfter
- 2015 – 16.

### Grand-Prix-Siege
| Saison | Klasse | Rennen   |
| ------ | ------ | -------- |
| 2010   | Moto2  | Valencia |